# Station Moravský Beroun
Železniční stanice Moravský Beroun (Nederlands: Station Moravský Beroun) is een station in de Tsjechische stad Moravský Beroun, in het dorp Ondrášov. Het station ligt aan spoorlijn 310 (die van Olomouc, via Moravský Beroun, Bruntál en Krnov, naar Opava loopt). Het station is onder beheer van de SŽDC en wordt bediend door stop- en sneltreinen van de České Dráhy.
Olomouc hlavní nádraží ↔ Bystrovany ↔ Velká Bystřice ↔ Velká Bystřice zastávka ↔ Hlubočky-Mariánské údolí ↔ Hlubočky zastávka ↔ Hlubočky ↔ Hrubá Voda zastávka ↔ Hrubá Voda ↔ Hrubá Voda-Smilov ↔ Jívová ↔ Domašov nad Bystřicí ↔ Moravský Beroun ↔ Dětřichov nad Bystřicí ↔ Lomnice u Rýmařova ↔ Valšov ↔ Bruntál ↔ Milotice nad Opavou ↔ Zátor ↔ Brantice ↔ Krnov ↔ Krnov-Cvilín ↔ Úvalno ↔ Skrochovice ↔ Holasovice ↔ Vávrovice ↔ Opava západ ↔ Opava východ